# Arnór Smárason
Arnór Smárason, född 7 september 1988 i Akranes på Island, är en isländsk före detta fotbollsspelare.

## Karriär
Arnór Smárason värvades av Hammarby IF i december 2015. I juli 2018 värvades han av norska Lillestrøm.
I december 2020 återvände Smárason till Island, där han skrev på ett tvåårskontrakt med Valur. Inför säsongen 2023 skrev Smárason på ett tvåårskontrakt med ÍA Akraness. Efter säsongen 2024 avslutade han sin fotbollskarriär.